# بانکی
بانکی یک نام خانوادگی‌ست. افراد شاخص با این نام از این قرارند:
- محمدتقی بانکی
- رضا بانکی
- اصغر بانکی
- ویلما بانکی
- فرزین بانکی
- محمد بانکی
- نیما بانکی